# Drymusa rengan
Drymusa rengan is een spinnensoort uit de familie Drymusidae. De soort komt voor in Chili.